# Vlečné vozy Ringhoffer série 596–615, 623–692, 708–767 (Praha)
Vlečné vozy Ringhoffer série 596–615, 623–692, 708–767 jsou typ dvounápravového obousměrného tramvajového vlečného vozu lehké konstrukce, které byly vyráběny Ringhofferovými závody pro Elektrické podniky hlavního města Prahy. Šlo o první pražské vlečné vozy vyrobené přímo pro elektrickou dráhu s uzavřeným salónem pro cestující. První sérii vozů ev. č. 596–615 se přezdívá „velký-“ i „dlouhý vamberák“, druhé předválečné sérii menších vozů „vajíčko“ a meziválečným vozům poslední série „malý vamberák“.

## Historické pozadí
Před rokem 1908 byly v pražském tramvajovém vozovém parku zastoupeny převážně přestavěné vlečné vozy ze 70. až 90. let 19. století a roku 1898 přejaté z koněspřežné dráhy založené roku 1875 belgickým podnikatelem Eduardem Otletem, dále roku 1900 vykoupený vozový park Hlaváčkovy elektrické dráhy Smíchov–Košíře čítající mimo jiné 5 vlečných vozů z roku 1897, jenž byly později mezi lety 1903–1904 rekonstruovány na motorové, v neposlední řadě Křižíkovy motorové i vlečné vozy z let 1882–1899 včetně vlečných vozů vzniklých odebráním trakční výzbroje motorovým vozům ze zkrachovalé letenské elektrické dráhy mezi Letnou a Královskou oborou a konečně 6 otevřených vlečných vozů série 201–206 elektrické dráhy z let 1897–1898. Tyto byly poměrně konstrukčně různorodé, s malým rozvorem náprav, kapacitou od 24 do 40 osob (pouze dva vlečné vozy měly kapacitu 48 osob), přičemž řada z bývalých koněspřežných vozů toho času byla již značně zastaralá. Situaci Elektrické podniky řešily dočasně rekonstrukcí starších motorových vozů na vlečné a novostavbou skříní na pojezdech starších bývalých koněspřežných vozů.
Po roce 1898 byla ze strany Elektrických podniků tendence postupně rekonstruovat tratě vykoupené koněspřežné dráhy spolu s jejich elektrifikací. Tu završily podniky roku 1901, poslední „koňky“ dosloužily na Karlově mostě o 4 roky později. V témže roce započaly dodávky nových motorových vozů od firmy Ringhoffer-Werke AG se vzhledem navrženým architektem Janem Kotěrou, ke kterým později přibývaly nové vzhledově podobné vlečné vozy. V roce 1907 získala Praha monopol na provoz tramvajové dopravy vykoupením poslední soukromé Křižíkovy elektrické dráhy Praha–Libeň–Vysočany, čímž započala éra rozvoje elektrické tramvaje v Praze.

## Konstrukce

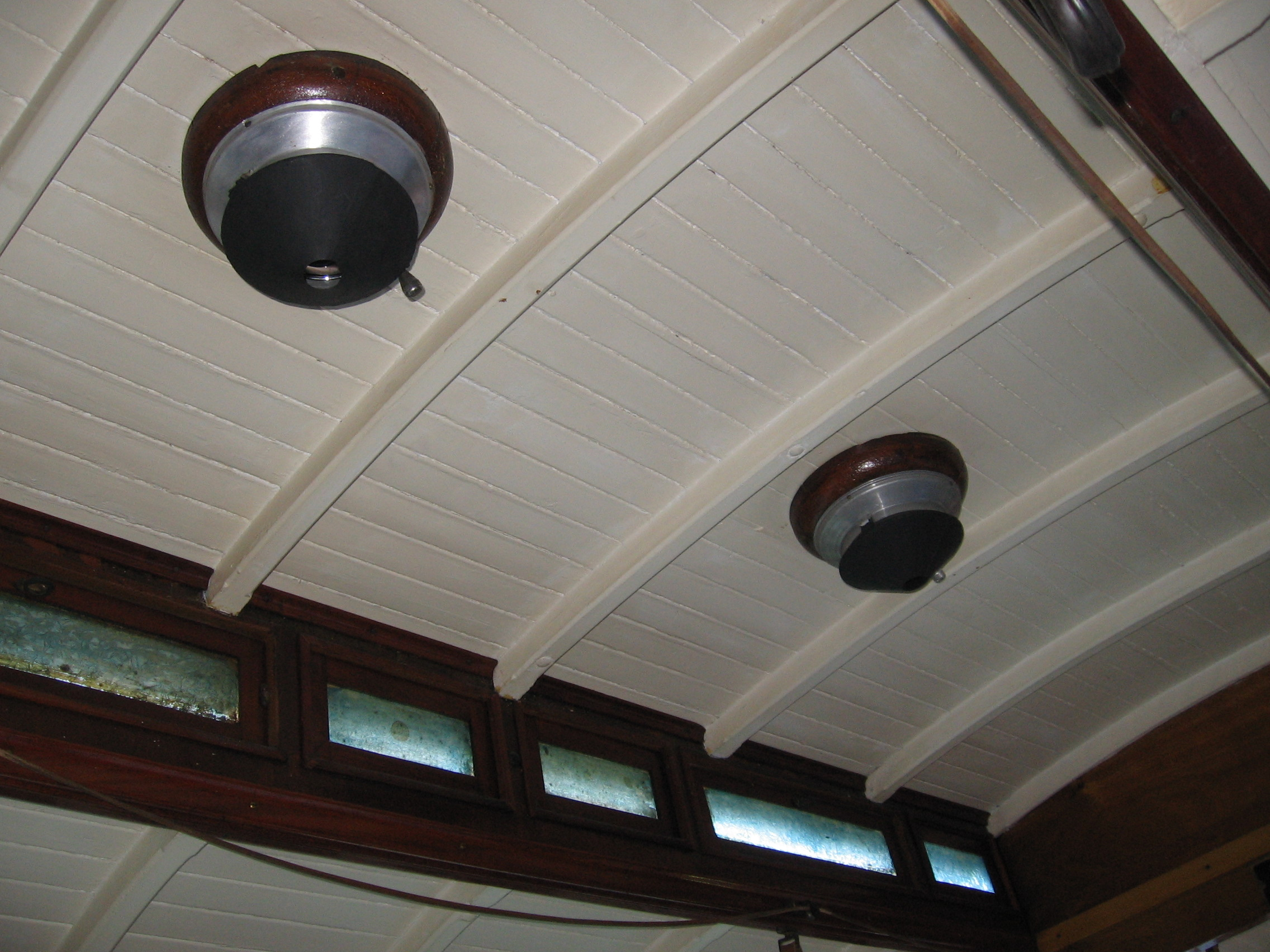
Pohled na strop se žárovkami ve voze č. 608

### 596–615
Vozovou skříň tvořila dřevěná kostra na rámu snýtovaných z ocelových profilovaných podélníků i příčníků a výztuhami v rošt (resp. rám). Meziokenní sloupky a podokenní části bočnic i čel měly vnější stranu oplechovanou, ve spojích vyztuženou. Čtveřice pevných bočních odnímatelných oken byla uchycena v dřevěných rámech, které v letním období lze vyjmout a při nepřízni počasí cestující chránit stahovacími plachetkami. Střechu nesoucí nástavbu s větracími okénky tvořily dřevěné borové palubky, které z vnější strany pokrývala impregnovaná plachtovina. Podvozek sestával z rámu se dvěma běžnými nápravami.
Nátěr nesl odstíny bílé a rudé (podokenní) barvy, s tmavě šedě lakovaným podvozkem a krémovým spodkem bočnice doplněný zlatým i černým ornamentálním linkováním. Číslo vozu bylo umístěno vždy pod okny, (větší) na čelech a (menší) na bočnicích u okrajů rudého pruhu, v jehož středu stál znak města.
V interiéru byly pro obklady použity mahagonové překližky a dřevěné lišty. Interiér byl rozdělen na krajní otevřené plošiny a uzavřený salón pro cestující, který od prostoru plošin oddělovaly mezistěny s posuvnými jednodílnými dveřmi. V salónu byly pro cestující k dispozici podélné i příčné lavice.
Brzdění zajišťovala provozní solenoidová brzda napájená z motorového vozu a ruční nouzová osmišpalíková vřetenová brzda.
Vozy si vysloužily přezdívku „velký vamberák“ nebo také „dlouhý vamebrák“ podle jedné z možností jejich vyšší hmotností oproti přejatým bývalým koněspřežným vozům vyplývající z robustnější konstrukce a větších proporcí. To se projevovalo v provozu s motorovým vozem pomalejší táhlou jízdou do kopce v porovnání se soupravou motorového vozu s lehčím a kratším vlečným vozem bývalé „koňky“, což zavdalo podobnosti s procesím pomalu jdoucím do Vambeřic, toho času oblíbeným poutním místem.

### 623–692
Tato série již měla kratší i nižší skříň, nižší hmotnost a již zakryté plošiny zasklením s otevřenými vstupy bez dveří, které nahrazovaly mřížová dvířka. Rošt vozu byl tvořen válcovanými snýtovanými ocelovými profily, jenž nesly ploché pružnice nápravových ložiskových skříní dvounápravového podvozku. V bočnici se nacházely na každé straně tři velká okna, opět vyjímatelná a nahraditelná v nepříznivém počasí roletovými plachetkami, které bylo možné zajistit pod okny u poprsnice kotevním řemínkem. Střecha namísto větrací nástavby měla v sobě pro ventilaci salónu cestujících zabudované tři rotační větrače ve tvaru dvojitého kuželu s vnitřní stropní rozetou.
Interiérové obklady tvořily překližky a lišty z mahagonu, lavice podélné i příčné byly vyrobeny z mahagonových i jasanových latí.
„Vajíčka“ měla z výroby dvě brzdy - provozní solenoidovou brzdu a ruční osmišpalíkovou vřetenovou brzdu, jinak se konstrukčně i koncepčně podobala předchozí sérii.

### 708–767
Poslední série vycházela kvůli přerušení dodávek nových vozů v průběhu první světové války z „vajíček“. Konstrukce tak v podstatě byla pouze upravena podle zkušebně přestavěných „velkých vamberáků“ ev. č. 601 a 602 během let 1917 a 1918 a „vajíčka“ ev. č. 659. Úpravy spočívaly v odebrání jedné prosklené mezistěny s posuvnými dveřmi a přesunutí druhé doprostřed salónu, dále zrušení příčných lavic, jejich náhradu podélnou sahající naproti vstupním dveřím přes plošinu až k čelu, čímž se na každé bočnici zaslepil jeden vstup a prostor plošin byl sloučen se salónem. V případě vozů č. 601 a 602 došlo i na zasklení a uzavření plošin skládacími dveřmi, naopak u vozu č. 659 k demontáži střešních větračů a jejich nahrazením krátkou nástavbou s okénky. Vnitřní výdřeva byla z mahagonu. Oproti „vajíčkům“ měla poslední série v každé bočnici místo tří velkých oken čtyři menší pro zesílení nosnosti střechy a ruční vřetenová brzda byla pouze čtyřšpalíková.
Těmto vozům se pro jejich vzhledovou podobnost s nejstarší dodávkou z roku 1908 přezdívalo „malý vamberák“.

## Dodávky
V letech 1908–1920 bylo vyrobeno celkem 150 vozů v celkem 4 sériích.
| Současný stát | Město | Článek | Výrobce    | Roky dodávek | Počet vozů | Evidenční čísla při dodání | Poznámky | Zdroj |
| ------------- | ----- | ------ | ---------- | ------------ | ---------- | -------------------------- | -------- | ----- |
| Česko         | Praha | článek | Ringhoffer | 1908         | 20         | 596–615                    |          | [ 5 ] |
| Česko         | Praha | článek | Ringhoffer | 1909         | 30         | 623–652                    |          | [ 5 ] |
| Česko         | Praha | článek | Ringhoffer | 1910         | 40         | 653–692                    |          | [ 5 ] |
| Česko         | Praha | článek | Ringhoffer | 1920         | 60         | 708–767                    |          | [ 5 ] |

## Provoz

### 1908–1945
Po dodání vozů ev. č. 596–615 bylo ze stavu Elektrických podniků hlavního města Prahy odepsáno 18 starších vlečných vozů pocházejících ještě z Otletovy bývalé koněspřežné dráhy. Další dodávka posloužila spíše jako rozšíření vozového parku, vyřazeny byly v roce 1909 pouze další 4 převzaté vlečné vozy. Poslední dodávka vyřadila pouze 2 vlečné vozy roku 1923, k nimž lze připočítat o 4 roky dříve vyřazené vlečné vozy č. 590 a 595. Ani tato dodávka vlečných vozů však situaci příliš nepolepšila, v provozu setrvávalo stále velké množství leckdy až 40 let starých předválečných vlečných vozů, které vyřadily teprve masové dodávky tzv. „plecháčů“ (415 kusů) v průběhu 20. let a začátku 30. let 20. století, o čemž svědčí skutečnost kdy mezi lety 1924 až 1931 bylo ze stavu odepsáno 106 vlečných vozů z let 1875–1899. (Vozidla PTD, S. Linert, výčet z tabulek)
Mezi lety 1917 a 1918 byla na třech vozech č. 601, 602 a 659 ověřována nová koncepce vlečných dvounápravových vozů, dle které Ringhofferovy závody vyrobily pro Prahu v ranně-meziválečném období 60 „malých vamberáků“. Ty posloužily jako posila vozového parku vlečných vozů, nicméně nedokázaly situaci zcela napravit. Elektrické podniky hlavního města Prahy tak nechaly ve dvou etapách přestavět a zmodernizovat 61 starých motorových vozů původních č. 32–64, 66–69, 71, 73–75, 77–80, 82, 83, 85 a 86 – na otevřené (série 768–779) a uzavřené (série 780–804 a 1951–1974) vlečné vozy. Nová koncepce se osvědčila nevalně, a tak byla celá série 708–767 včetně série č. 596–615 během let 1923–1924 rekonstruována na klasickou uzavřenou koncepci se dvěma zasklenými plošinami s dveřními vstupy na obou bočnicích a odděleným salónem pro cestující. Vůz č. 659 byl po ověření koncepce navrácen mezi lety 1926 a 1930 do původního stavu s výjimkou mezistěny vprostřed vozu. 
V provozu se všechny vlečné vozy tří sérií objevovaly ve dvou- či třívozových soupravách na běžných linkách. Linky se již od roku 1908 označovaly prosvětlenými obkrouhlými číselnými tabulkami navrženými profesorem Františkem Kyselou, jež byly používány až do konce provozu dvounápravových tramvají. U vlečných vozů se do čelních svítilen vkládaly pouze z počátku provozu, později se počínaje rokem 1926 vkládaly na čelní sklo do zasunovací tabulky a původní svítilny sloužily pouze jako koncová světla (do kterých se posléze vkládaly bílé tabulky s rudým terčíkem uprostřed). Ještě před první světovou válkou se na vlečných vozech zkoušel tzv. průběžný zvonek, kde lano bylo vedeno vnitřkem vozu podélně, na čele vozu bylo vyvedeno ven a spojeno se zvonkem na zadní plošině motorového vozu ve směru jízdy. 24. října 1925 se také vyzkoušel větší typ zvonce na „plecháčích“ ev. č. 806–808, které se později zavedly i na ostatních vozech. V rozmezí let 1920–1930 nechaly Elektrické podniky na všech vlečných vozech sjednotit brzdy na ruční čtyřšpalíkovou a elektrickou solenoidovou. (Vozidla PTD, S. Linert, str. )
Další přestavby postihly v průběhu let 1926 a 1931 vozy ev. č. 596–615, kterým DP nechal zasklít plošiny a vstupy uzavřít skládacími dveřmi. Příčné mezistěny oddělující salón od plošin byly zrušeny. Druhá dodávka (č. 623–692) prošla ve stejném období rekonstrukcí zahrnující úpravu plošin nahrazením mřížových dvířek za skládací dveře a odstraněny mezistěny a příčná sedadla podélnou lavicí. Před rokem 1939 byla provedena zkušební úprava karoserie vlečných vozů č. 638 a 641 - původní trojice pevných vyjímatelných oken nahrazena čtveřicí menších spouštěcích pro vyztužení. Později se tato dvojice stala předlohami pro rekonstrukce valné většiny „vamberáků“ i „vajíček“ u výrobce na přelomu 40. a 50. let.
Během prvních válečných let Protektorátu Čechy a Morava byl vozový park upraven pro ochranu obyvatel před hrozícím leteckým bombardováním. Na bočnicích se jednodušilo linkování, nápisy i linkové orientace byly provedeny dvojjazyčně (německy i česky), veškeré vozy nechal DP hlavního města Prahy adaptovat na pravostranný provoz. Okna, podobně jako světlomety, doznala zatření modrou barvou mající za následek snížení svítivosti světel směrem vně vozu v rámci protiletecké obrany. Židovští obyvatelé pražského ghetta Josefov dle Norimberských zákonů se směli vozit pouze v posledním salónu soupravy ve směru jízdy, do motorových vozů měli vstup zapovězen. V případě vlečných vozů „krasin“ se středním vstupem směli být pouze v jeho zadním salónu po směru jízdy. Na tramvajích se od července 1941 objevily velká bílá písmena V v oknech během neúspěšné propagandistické akce Victoria. 20. ledna 1942 byla akce na příkaz zrušena a písmena V odstraněna.

### 1945–1952
Po druhé světové válce přežilo všech 150 vlečných vozů v provozním stavu. Již krátce po pádu nacistického režimu přišly tramvaje o modrý nátěr skel, veškeré nápisy byly opět pouze v češtině. Nedostatek materiálu za války, bombardování měst a chabá údržba zavinila zhoršený technický stav vozidel, navíc se rekonstrukce těchto vlečných vozů plánovala již před válkou. Po nástupu komunistické éry provedl generální opravu již zestátněný mateřský národní podnik Vagónka Tatra Smíchov (bývalé závody Ringhoffer-Tatra).
S výjimkou vozů č. 608, 614, 623, 625–628, 641, 643, 646, 648, 665, 675, 684, 689, 717, 743, 749, 752, 755, 756 prošly opravou všechny mezi lety 1949–1952, při které došlo k náhradě původních vyjímatelných pevných oken za nová čtyři napevno vsazená do vozové skříně, v polovině rozdělená na horní spouštěcí a spodní pevnou část při současném zesílení meziokenních sloupků. „Vajíčkám“ zůstal počet tří oken, jelikož jejich střecha nebyla zatížena větrací nástavbou. U některých vozů byla oprava provedena v Ústředních dílnách v Rustonce - konkrétně u č. 596, 597, 600, 602, 607, 609–612, 624, 626, 627, 643, 666, 684, 689, 717, 743, 749, 752 a 756. 

### Vyřazování do roku 1964
Se sílícími dodávkami čtyřnápravových tramvají Tatra řady T počalo zprvu volnější vyřazování starých motorových a vlečných vozů. První vyřazený vůz v roce 1956 nesl ev. č. 675, následujícího roku nechal DP hlavního města Prahy vyřadit dvojici vozů č. 623 a 755, přičemž první z nich ještě nadále sloužil v Olomouci pod číslem 58 až do roku 1964. V roce 1958 bylo vyřazeno celkem 6 vozů č. 608, 614, 625, 628, 646 a 648. Mezi lety 1959 až 1962 nastala krátkodobá pauza a teprve masivní dodávky typu T3 umožnily hromadné vyřazení během dvou let následovně - roku 1963 celkem 97 vozů (ev. č. 595–607, 609–613, 615, 638, 641, 651, 653, 657, 659, 669, 671, 680, 683, 685, 686, 708–754 a 756–767) přestože stav vozů z roku 1920 byl poměrně dobrý a v poslední rok provozu těchto vlečných vozů zbylých 52 kusů (ev. č. 624, 626, 627, 629–637, 639, 640, 642–645, 647, 649, 650, 652, 654–656, 658, 660–668, 670, 672–674, 676–679, 681, 682, 684, 687–692).
Po vyřazení byla řada z nich odprodána k druhotným účelům (např. chatka, kůlna, apod.), díky čemuž se dochovaly některé jako komerční či historické.

## Historické vozy
Do současnosti se dochovaly vozy č. 608 z první série, 624 a 638 ze druhé série a 728 z poslední série, jež jsou umístěny v Muzeu městské hromadné dopravy v Praze. Dopravní podnik hl. m. Prahy také vlastní vozy č. 628 a 723, které využívá na historické lince 41 (dříve 91) či pro objednané a komerční jízdy. V majetku soukromých osob se nachází po renovaci vůz č. 639 a dále vraky vozů ev. č. 627 a 720, který byl nabízen v prodeji roku 2021. Jako poslední se zachovalo torzo rámu vlečného vozu s číslem 687 a skříň vlečného vozu druhé série neznámého čísla přestavěná na včelín.
| Původní provoz | Evidenční číslo | Současný majitel | Rok výroby | Historický od roku | Poznámky                                                                           | Zdroj         |
| -------------- | --------------- | ---------------- | ---------- | ------------------ | ---------------------------------------------------------------------------------- | ------------- |
| Praha          | 608             | DPP              | 1908       | 1966               | 1966–? renovace, stav z 1. pol. 40. let 20. století, od r. 2014 stav z let 1941–42 | [ 15 ] [ 16 ] |
| Praha          | 624             | DPP              | 1909       | 1976               | 1976–1980 renovace, stav ze 30. let 20. století                                    | [ 17 ]        |
| Praha          | 628             | DPP              | 1909       | 1999               | 1998 renovace, stav po dodání, pro komerční jízdy                                  | [ 8 ] [ 18 ]  |
| Praha          | 638             | DPP              | 1909       | 1978               | 1992–1996 renovace, stav z 2. pol. 40. let 20. století                             | [ 19 ]        |
| Praha          | 639             | soukromá osoba   | 1909       | 2010?              | 2010–? renovace, od září 2021 umístěn v Ruprechtově                                | [ 9 ] [ 20 ]  |
| Praha          | 651             | soukromá osoba   | 1909       | ?                  | kolem r. 2012 po částečné renovaci, umístěn v pražské zahradě na Zeleném pruhu     | [ 21 ] [ 22 ] |
| Praha          | 723             | DPP              | 1920       | 1997               | 1996–1997 renovace, stav z ?0. let 20. století, pro komerční jízdy                 | [ 23 ]        |
| Praha          | 728             | DPP              | 1920       | 1977               | 1980–? renovace, stav z 50. a 60. let 20. století                                  |               |

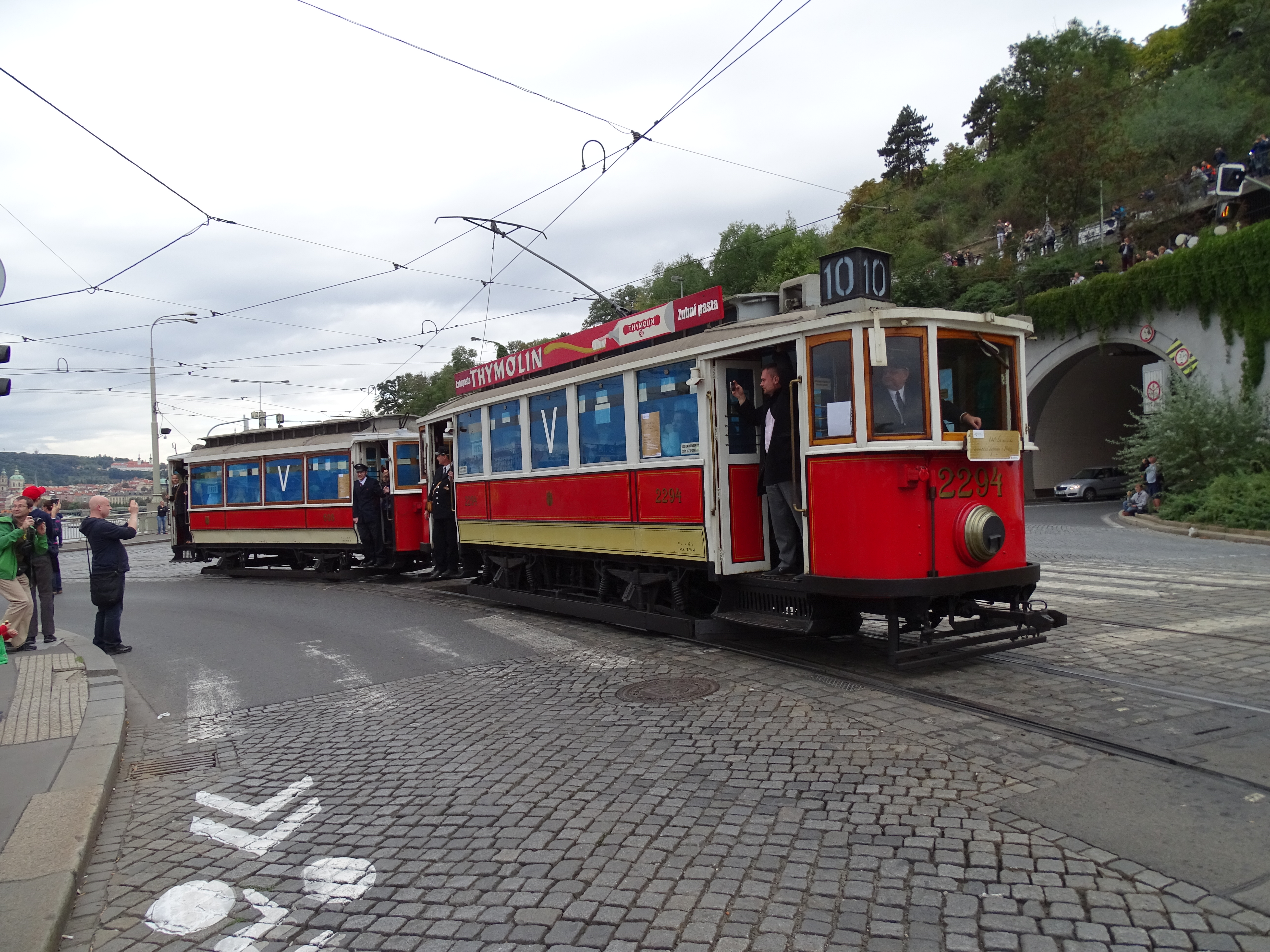
Tramvaj ev. č. 608
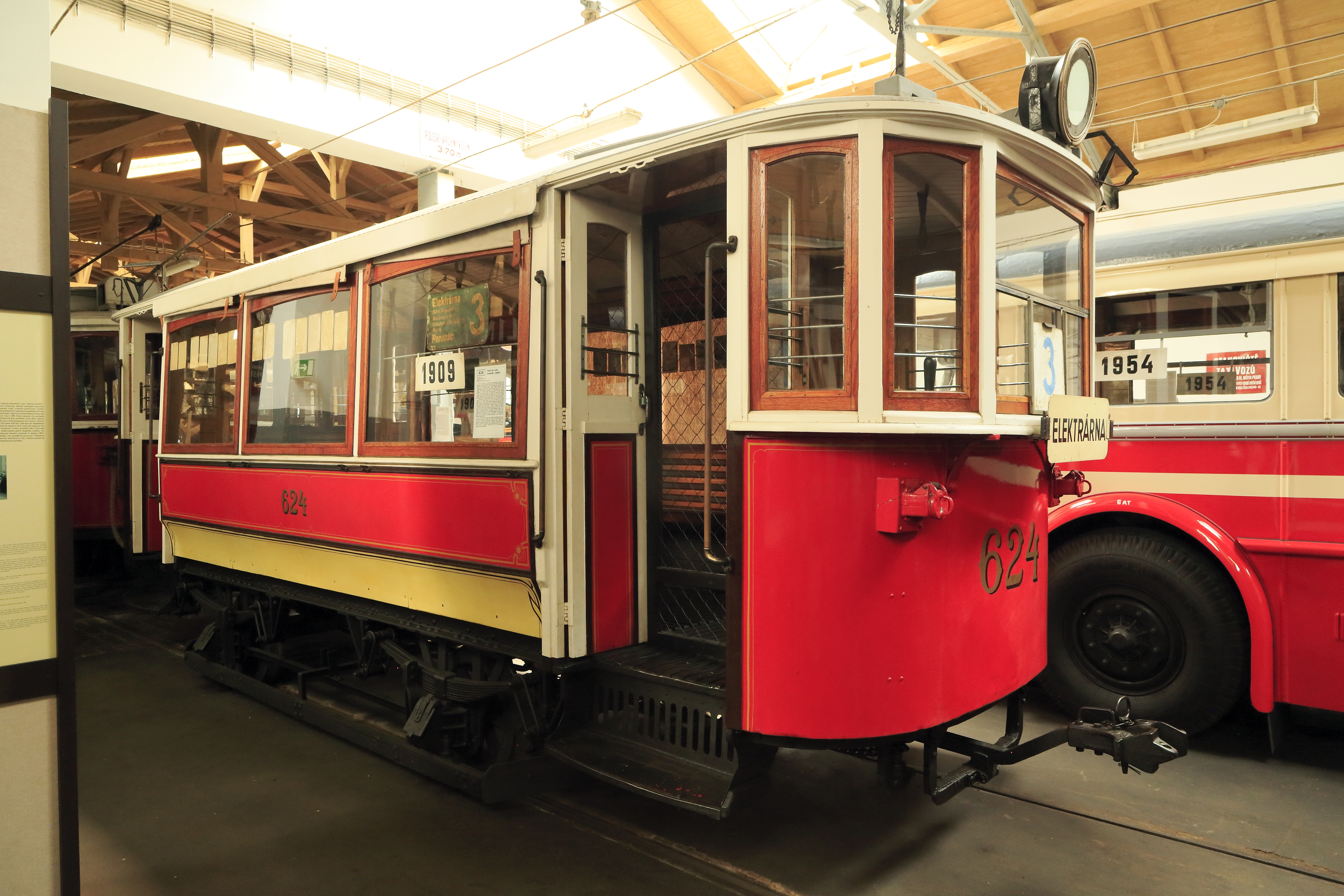
Tramvaj ev. č. 624
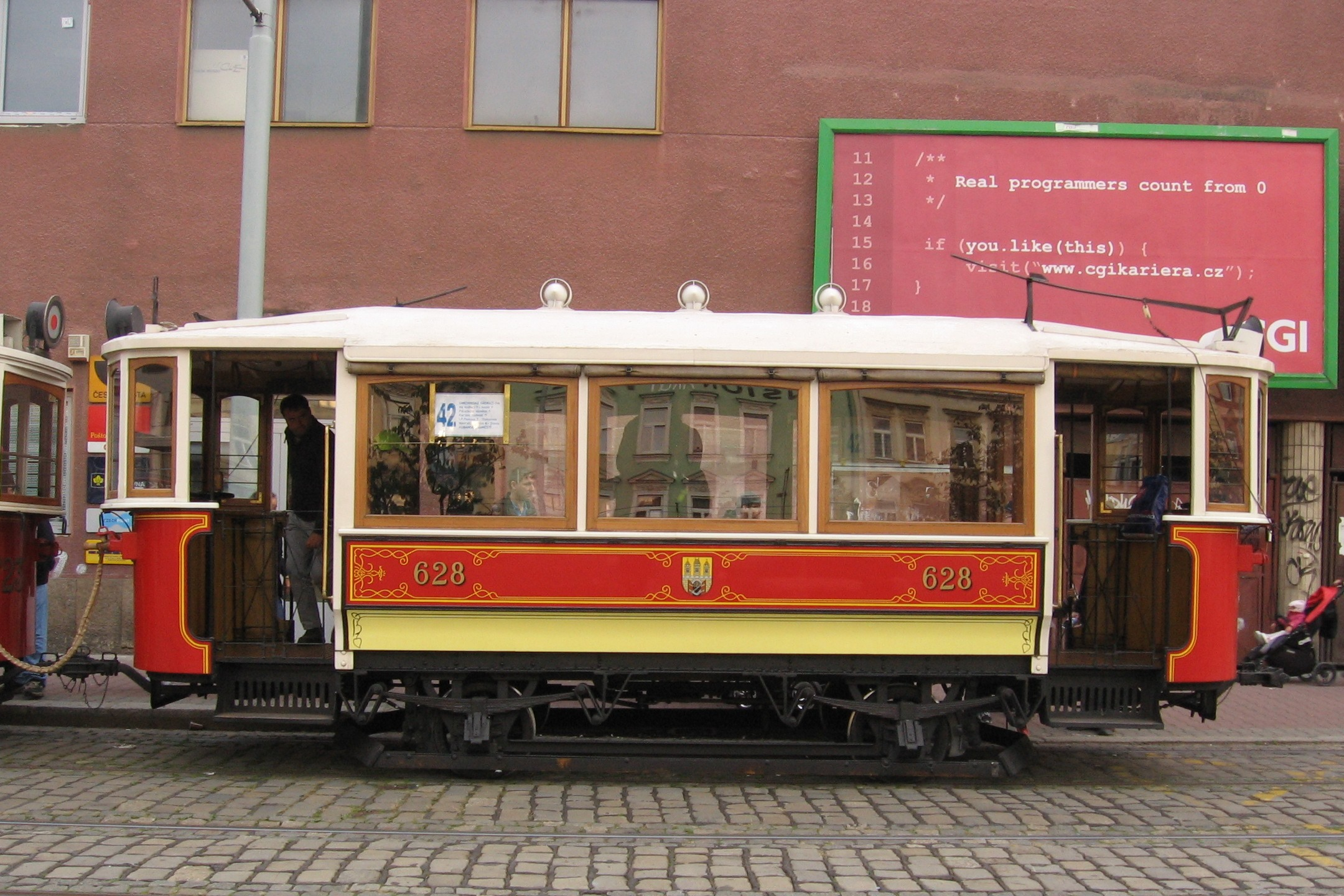
Tramvaj ev. č. 628
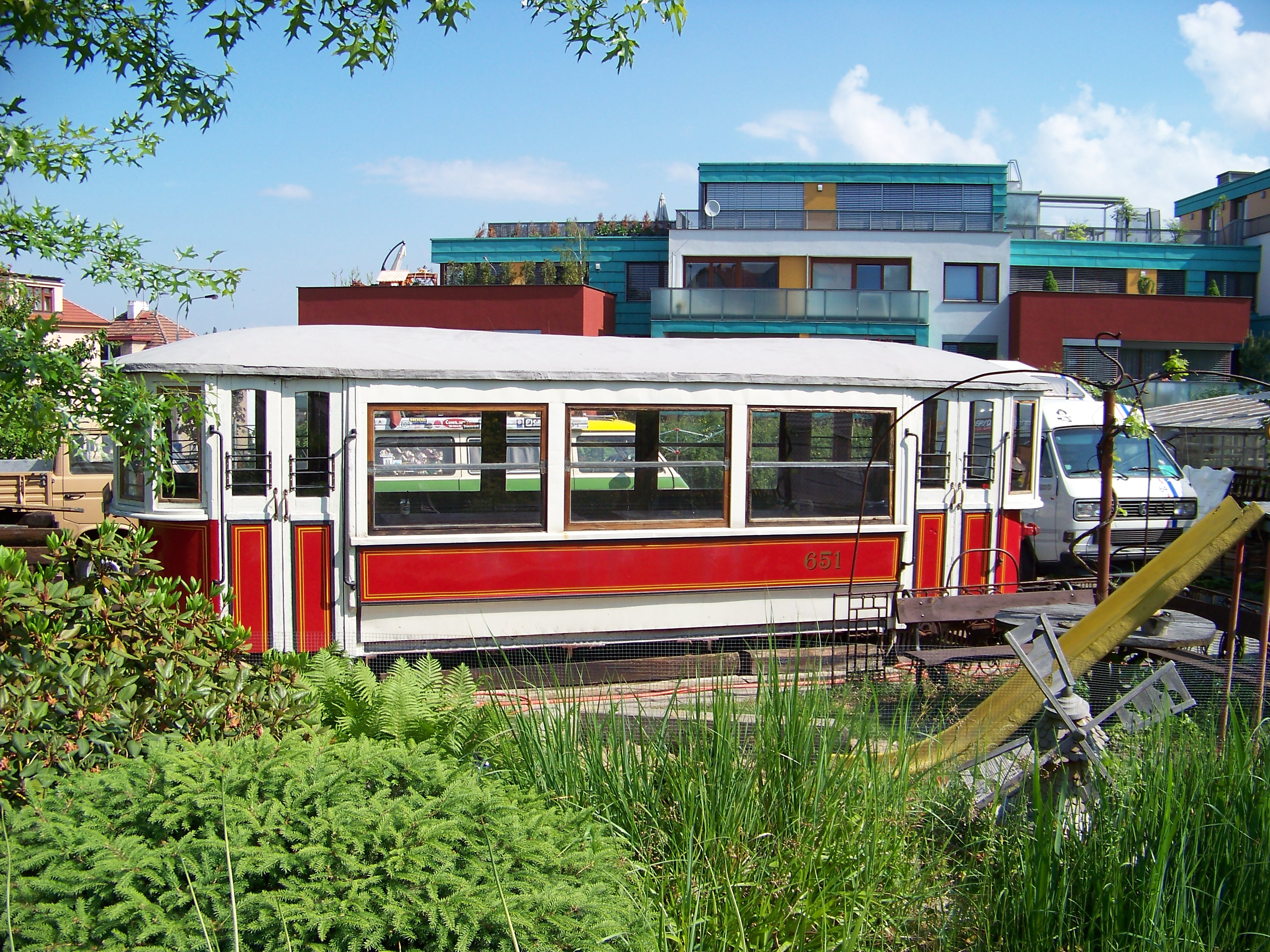
Tramvaj ev. č. 651
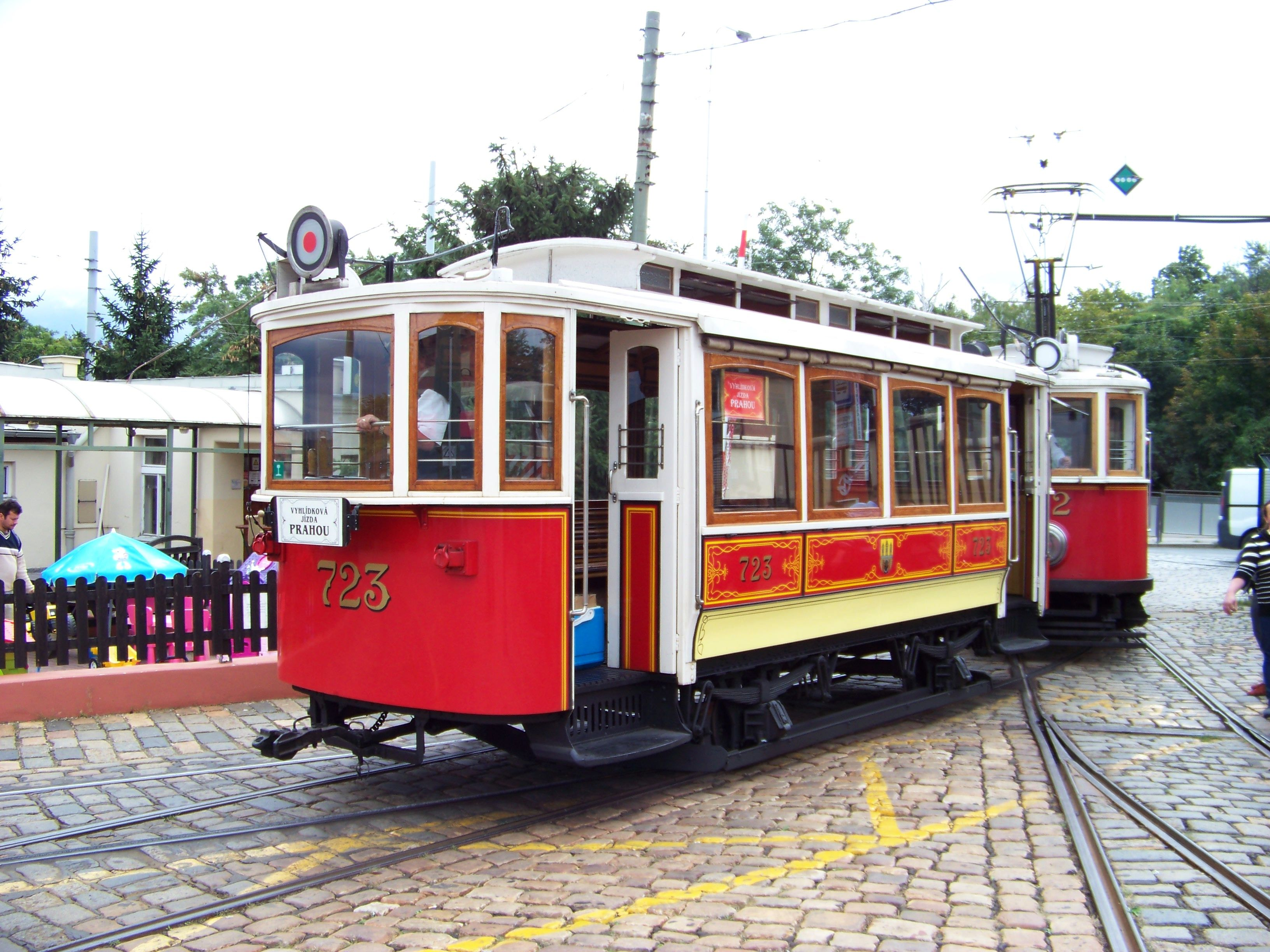
Tramvaj ev. č. 723
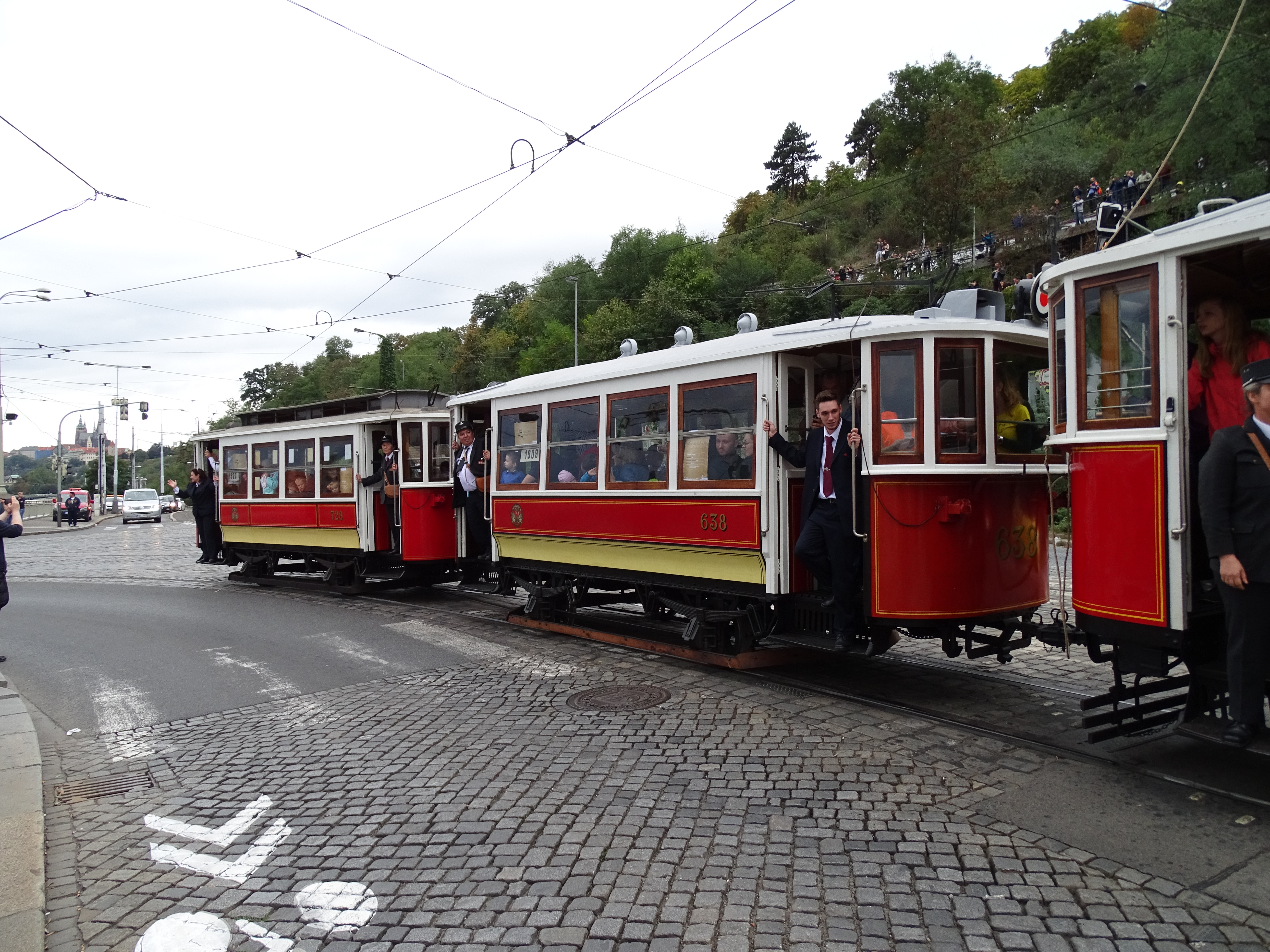
Tramvaje ev. č. 638 a 728